# 云南越桔
云南越桔（学名：Vaccinium duclouxii var. ducloouxii）为杜鹃花科越橘屬下的一个变种。